# Albin Koprukowniak
Albin Koprukowniak (ur. 15 listopada 1929 w Wólce Zdunkówce, zm. 20 lipca 2015 pod Radzyniem Podlaskim) – polski historyk, specjalista w zakresie historii nowożytnej.

## Życiorys
W 1951 rozpoczął studia historyczne na Uniwersytecie Jagiellońskim, ale rok później został w wyniku odgórnej decyzji przeniesiony na otwierane właśnie studia historyczne na Uniwersytecie Marii Curie-Skłodowskiej w Lublinie, które ukończył w 1955 lub 1956 r.
Od 1953 przez całe życie zawodowe związany z Wydziałem Humanistycznym UMCS w Lublinie. Stopień naukowy doktora nauk humanistycznych uzyskał w 1964, stanowisko docenta w 1969, habilitację w 1978 W 1991 uzyskał tytuł profesora nadzwyczajnego UMCS, a w 1995 – profesora zwyczajnego.
W latach 1969–1975 pełnił funkcje kierownika, a później dyrektora, Studium Nauk Politycznych (od 1975 Międzyuczelnianego Instytutu Nauk Politycznych) prorektora UMCS ds. dydaktyki (1972-1978) oraz kierownika Zakładu Historii Nowożytnej UMCS (1982-2001). Odegrał istotną rolę w powstaniu Wydział Politologii UMCS.
Pełnił liczne funkcje społeczne: sekretarz dwudziestu tomów Rocznika Lubelskiego, założyciel i redaktor naczelny Rocznika Polonijnego, redaktor Zeszytów Wiejskich, Rocznika Bialskopodlaskiego, Radzyńskiego Rocznika Humanistycznego, Wschodniego Rocznika Humanistycznego i Studiów Łęczyńskich.
Bibliografia prac Albina Koprukowniaka obejmuje ponad 400 pozycji (monografie, rozprawy, studia i artykuły, recenzje, prace popularnonaukowe i publicystyczne) dotyczących dziejów rewolucji 1905 na wsi lubelskiej, dzieje społeczno-politycznych Lubelszczyzny po powstaniu styczniowym, dzieje polskiej myśli politycznej w XIX i XX wieku, dzieje oświaty i wychowania, badania nad szkolnictwem polonijnym i dzieje ziemiaństwa. Wśród doktorantów prof. Koprukowniaka byli m.in. Stanisław Michałowski i Tadeusz Radzik. 
Był autorem haseł w Polskim Słowniku Biograficznym i Słowniku biograficznym działaczy polskiego ruchu robotniczego.
Był członkiem PZPR od 7 stycznia 1954. Pełnił funkcje sekretarza OOP PZPR na Wydziale Humanistycznym UMCS, pierwszego sekretarza Komitetu Uczelnianego PZPR (1968-1972), członka KW PZPR w Lublinie (1969-1981). Należał także do ZW i ZMP.
W okresie swojej pracy zawodowej był kilkakrotnie nagradzany, m.in. Krzyżem Kawalerskim Orderu Odrodzenia Polski, Srebrnym Krzyżem Zasługi, Medalem Komisji Edukacji Narodowej, Odznaką „Zasłużony dla Lubelszczyzny”, Złotą Odznaką „Zasłużony dla Miasta Lublina”, Medal „Serce dla Serc” oraz „Zasłużony dla UMC”.
Zmarł w swoim domku letniskowym pod Radzyniem Podlaskim.
Uroczystości pogrzebowe prof. dr. hab. Albina Koprukowniaka odbyły się 31 lipca 2015 w holu przed Aulą im. Prof. Kazimierza Myślińskiego na Wydziale Humanistycznym UMCS oraz w kaplicy Ekumenicznej na cmentarzu przy ul. Lipowej. Został pochowany na terenie cmentarza komunalnego (sektor P3KF, rząd 7, grób nr 1).

## Wybrane publikacje
- Chłopi lubelscy w 1905 roku, Lublin 1960
- Ruchy rewolucyjne na wsi lubelskiej w latach 1905–1907, Lublin 1967
- Partia w procesie budownictwa socjalistycznego: materiały na sesję naukową w XXX-lecie zjednoczenia polskiego ruchu robotniczego, Lublin 1978
- Działalność oświatowa w wybranych społecznościach polonijnych, Lublin 1994
- Ziemiaństwo Lubelszczyzny i Podlasia w XIX i XX wieku: wybór prac z lat 1974–2005 wydany na jubileusz 75-lecia urodzin autora, Lublin 2005
- Myśl programowa polskiego obozu narodowego wobec ruchów narodowych na ziemiach Rzeczypospolitej, Lublin 2006
- Lokalna społeczność gminy bychawskiej i jej aktywność 1864-1918, Bychawa 2011